# Kościół wolny

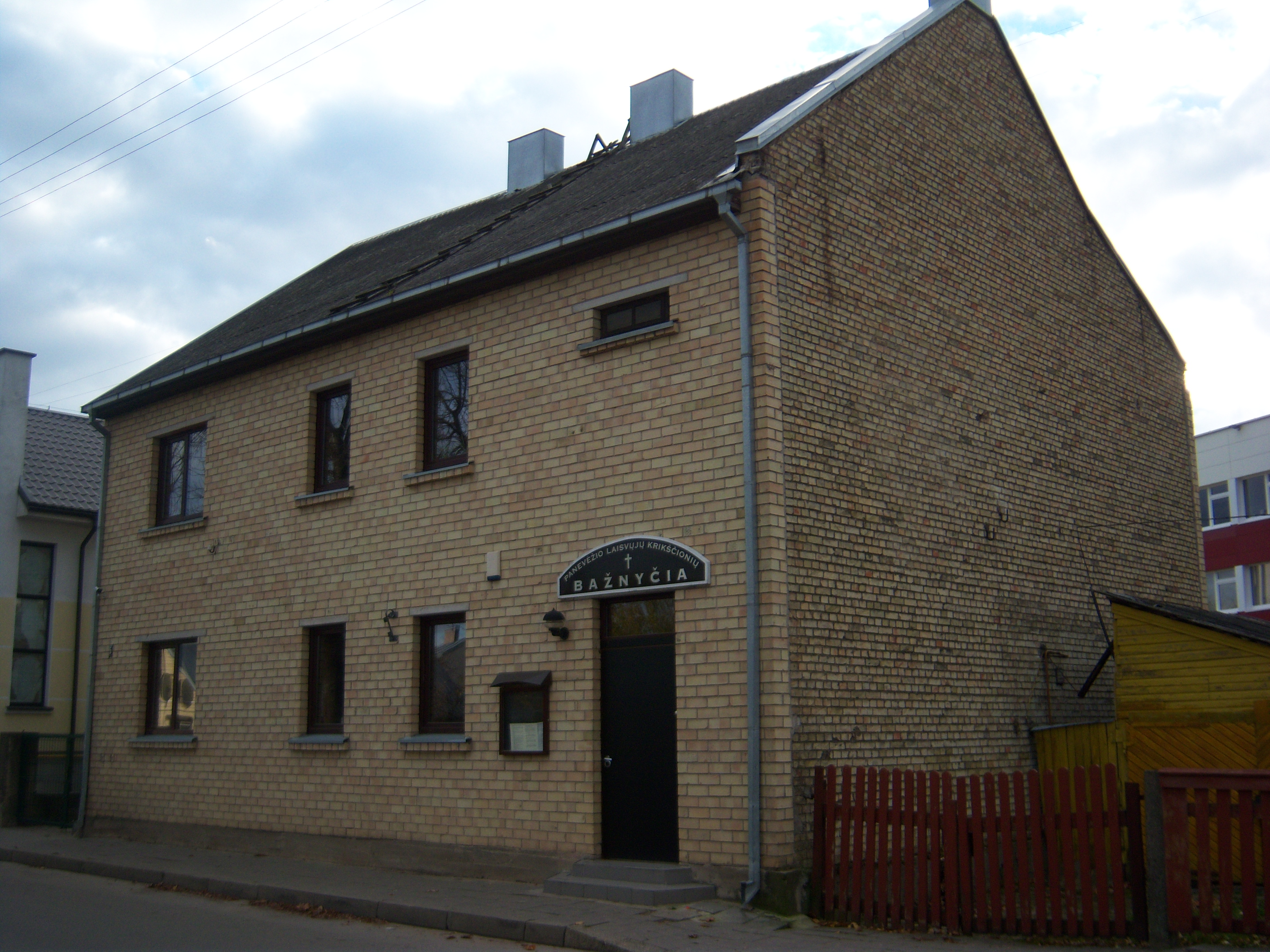
Budynek Kościoła Wolnych Chrześcijan w Poniewieżu na Litwie

Kościół wolny – Kościoły chrześcijańskie, które stoją na stanowisku strukturalnego oddzielenia wspólnoty religijnej od struktur państwowych (w przeciwieństwie do teokracji i religii państwowej) i w związku z tym popierają całkowity rozdział kościoła i państwa. Kościoły wolne zwykle nie przyjmują od władzy świeckiej wsparcia finansowego.
Historycznie, idea Kościoła wolnego wywodzi się z pierwotnego chrześcijaństwa, które przed okresem konstantyńskim było oddzielone od władzy państwowej. Rozdział Kościoła od państwa został jednak w chrześcijaństwie zapomniany, aż do pojawienia się protestanckiej reformacji, której radykalne kierunki, takie jak kalwini czy anabaptyści na nowo zwrócili uwagę na to zagadnienie. Obecnie, znaczna liczba Kościołów protestanckich, w tym większość ewangelikalnych, stoi na stanowisku oddzielenia religii od władzy państwowej.

## Prezbiterianizm
Szereg Kościołów protestanckich w Szkocji i Irlandii Północnej, głównie tradycji kalwińskiego prezbiterianizmu, ma charakter Kościołów wolnych. Obecnie największą wolną denominacją prezbiteriańską jest Wolny Kościół Szkocji.

## Baptyzm
Denominacje i zbory baptystyczne, czerpiąc z dziedzictwa ruchów radykalnej reformacji, od swojego początku (XVII wiek) stały na stanowisku wolności sumienia każdego człowieka, autonomii lokalnych zborów i pełnego rozdziału kościoła i państwa. Wyraz temu dały wielokrotnie przy formułowaniu historycznych wyznań wiary, w tym najsłynniejszego Londyńskiego Wyznania Wiary. Idea Kościoła wolnego została uznana za jeden z filarów baptyzmu, przez co wyznanie to na trwałe wpisało się do historii zasługami w zakresie walki o wolność religijną.

## Ewangelikalni chrześcijanie
Niemalże cały ewangelikalny protestantyzm, oprócz idei chrztu wierzących przez zanurzenie (co praktykuje większość ewangelikalistów), przejął od baptyzmu pogląd na temat rozdziału państwa od Kościoła. Obecnie dużą grupę wolnych Kościołów stanowią różne wspólnoty zielonoświątkowe. Kościoły wolne to też ogromna większość Kościołów w największym protestanckim kraju świata, czyli Stanach Zjednoczonych. 

## Wolne Kościoły w Polsce
Do wolnych Kościołów w Polsce należą m.in. takie denominacje, jak: Kościół Chrześcijan Baptystów, Konfederacja Ewangelicznych Kościołów Reformowanych, Kościół Chrześcijan Wiary Ewangelicznej, Kościół Ewangelicznych Chrześcijan, Kościół Wolnych Chrześcijan, Kościół Zielonoświątkowy, Wspólnota Kościołów Chrystusowych, Kościół Ewangeliczny i Ewangeliczny Kościół Metodystyczny. Większość polskich wolnych Kościołów należy do Aliansu Ewangelicznego w RP.

## Wolne Kościoły w Austrii
W Republice Austrii pięć wspólnot wolnokościelnych w celu uzyskania w 2013 r. uznania państwowego połączyło się w jedną denominację noszącą nazwę Wolne Kościoły w Austrii (Freikirchen in Oesterreich).

## Sytuacja w Chinach
Obecnie w Chinach największymi wolnymi Kościołami są Prawdziwy Kościół Jezusa, Kościoły lokalne oraz Ruch Nowego Narodzenia.